# Rocester
Rocester – wieś w Anglii, w hrabstwie Staffordshire, w dystrykcie East Staffordshire. Leży pomiędzy rzekami Dove i Churnet, 25 km na północny wschód od miasta Stafford i 199 km na północny zachód od Londynu.